# Rock Mills
Rock Mills è un census-designated place (CDP) degli Stati Uniti d'America situato nella contea di Randolph dello stato dell'Alabama.